# Ingmarssönerna
Ingmarssönerna (en suec, Els fills d'Ingmar), també llançada al Regne Unit amb el títol Dawn of Love, és una pel·lícula dramàtica sueca del 1919 dirigida per Victor Sjöström. És la primera part de la seva adaptació de la novel·la de Selma Lagerlöf Jerusalem, publicada originalment a 1901 i 1902. Va seguir una segona part, Karin, filla d'Ingmar, l'any següent.

## Sinopsi
Brita, una jove camperola, aterrida per la idea de tenir un fill il·legítim, fuig per suïcidar-se. Però, en el moment de precipitar-se des de dalt d'un penya-segat, una dona intervé i la salva. Més tard, es troba empresonada per haver matat el nen nounat. El seu promès, Lill Ingmar, un humil llaurador, demana consell als seus avantpassats: puja una escala gegant per arribar als camins celestials. Se li aconsella perdonar la culpa de la jove i després casar-se amb ella. Quan expira la seva condemna, Lill Ingmar recull Britt del centre de prevenció i comença una nova vida al seu costat.

## Repartiment principal
- Victor Sjöström com a Lill Ingmar Ingmarsson
- Harriet Bosse com a Brita
- Tore Svennberg com a Stor Ingmar Ingmarsson
- Hildur Carlberg com a Marta
- Hjalmar Peters com el pare de Brita
- Svea Peters com la mare de Brita
- Axel Nilsson com a pintor